# Crystal (personaggio)
Crystal, il cui vero nome è Crystalia Amaquelin Maximoff, è un personaggio dei fumetti creato da Stan Lee (testi) e Jack Kirby (disegni) per la Marvel Comics, la cui prima apparizione è stata su The Fantastic Four n. 45.
È una supereroina e principessa degli Inumani, sorella di Medusa e cognata di Freccia Nera, in grado di controllare tutti e quattro gli elementi naturali (fuoco, acqua, terra, aria).

## Biografia del personaggio
Crystal è figlia degli inumani Quelin e Ambur, e membro della famiglia reale inumana, in quanto sorella minore della regina Medusa. Visse ad Attilan, fino a quando la famiglia reale inumana fu costretta a lasciare la sua città natale da Maximus. Ha avuto in seguito una grande storia d'amore con Johnny Storm, alias la Torcia Umana dei Fantastici Quattro (gruppo di cui ha fatto parte per un certo periodo); successivamente si è sposata con Quicksilver (con il quale ha avuto anche una figlia di nome Luna), ma Crystal si è rivelata una moglie infedele, e i suoi continui tradimenti hanno provocato furiose liti con Pietro, che l'hanno spinto a lasciarla.
Crystal ha anche fatto parte dei Vendicatori, dove ha incontrato il Cavaliere Nero; tra i due è scattata subito una forte attrazione, terminata con il tentativo di Crystal di riconciliarsi con l'ex marito per il bene della loro piccola Luna.
In un flashback si è venuto a sapere di un suo breve flirt anche con l'eroe Sentry, sembra per ripicca a Johnny Storm nel periodo in cui i due stavano insieme e avevano litigato.
Durante Guerra segreta, gli Inumani stipulano un trattato di pace con i Kree e Crystal viene promessa in sposa a Ronan l'accusatore. Il matrimonio viene celebrato nella miniserie War of Kings.

## Poteri ed abilità
Crystal, come tutti gli Inumani, possiede numerose abilità fisiche sovrumane, tra le quali superforza, agilità migliorata e super resistenza.
Inoltre, conseguentemente all'esposizione alle Nebbie Terrigene quando era ancora nel ventre materno, Crystal ottenne la capacità psionica di manipolare i quattro elementi che costituiscono la natura. Grazie a ciò Crystal ha sviluppato numerosi poteri quali:
- Pirocinesi: attraverso la propria forza di volontà, Crystal può provocare attrito tra le molecole che formano la materia e generare fuoco e calore, anche se quest'abilità è limitata alla presenza di ossigeno (in quanto questa forma di pirocinesi non deriva, al contrario di forme simili in dotazioni di altri supereroi quali Havok, Sole Ardente o la stessa Torcia Umana, dalla fissione di un atomo per generare energia nucleare pulita, manifestabile sotto forma di fuoco), ed inoltre è in grado di manipolare anche fiamme esistenti, utilizzandole per creare una sorta di essere elementale, che si è manifestato sotto svariate forme, quali un serpente od un uccello infuocato;
- Idrocinesi: attraverso la propria forza di volontà, Crystal può legare gli atomi di ossigeno e quelli di idrogeno per generare delle molecole d'acqua, oltre che manipolare fonti d'acqua esistenti; grazie a questo suo potere, può generare piogge torrenziali (anche se con un raggio di azione piuttosto limitato, contrariamente alla mutante Tempesta), oppure modificare la struttura dei composti d'acqua, creando forti legami tra le loro molecole e generando in questo modo ghiaccio, oppure indebolendoli per manifestare vapore che, in grandi quantità, le fornisce una perfetta copertura;
- Geocinesi: è in grado di manipolare, trasmutare o richiamare a sé i principali composti (tutti derivanti dall'ossigeno) che formano la crosta terrestre (anche se può applicare, naturalmente, questa abilità ad altri pianeti o corpi celesti, compresa la Luna), come ad esempio la silice (SiO2), l'ossido di ferro (FeO), l'ossido di alluminio (Al2O3), l'ossido di sodio (Na2O), l'ossido di potassio (K2O) o l'ossido di calcio (CaO); applicando questo poteri in una versione macroscopica, può manipolare le rocce, la sabbia, il fango ed addirittura le placche tettoniche, con conseguente generazione di onde telluriche ed eventi sismici;
- Aerocinesi: ultima e, probabilmente, più comunemente utilizzata manifestazione del suo potere è la possibilità di controllare ossigeno, azoto, anidride carbonica, gas nobili ed altri composti aeroformi per creare effetti devastanti e sempre diversi, come ad esempio l'impedimento alla respirazione che può portare alla morte dei suoi nemici, l'intossicazione in seguito ad un aumento drastico di anidride carbonica ecc. Inoltre, come per la geocinesi, può applicare questo effetto in maniera macroscopica e manipolare le correnti d'aria per la creazione di forti venti, uragani e tornado; l'uso dell'aerocinesi le permette di respirare e muoversi nel freddo vuoto dello spazio attraverso la creazione di riserve di ossigeno notevoli e durature che può usare anche per darsi una spinta e muoversi fluttuando; può creare delle correnti d'aria abbastanza forti in grado di farla volare; infine, unendo all'aerocinesi le precedenti forme di manipolazione elementale, può creare mulinelli d'acqua, tempeste di sabbia o vortici infuocati.

Analizzando le singole abilità elementali di Crystal possiamo notare che hanno tutte in comune l'implicazione di una sostanza, l'ossigeno. Senza di esso, i poteri di Crystal, seppur siano funzionanti, appaiono notevolmente limitati in quanto sarà costretta ad attingere a fonti elementali esterne senza la possibilità di creare i quattro elementi dal nulla.

## Altri media

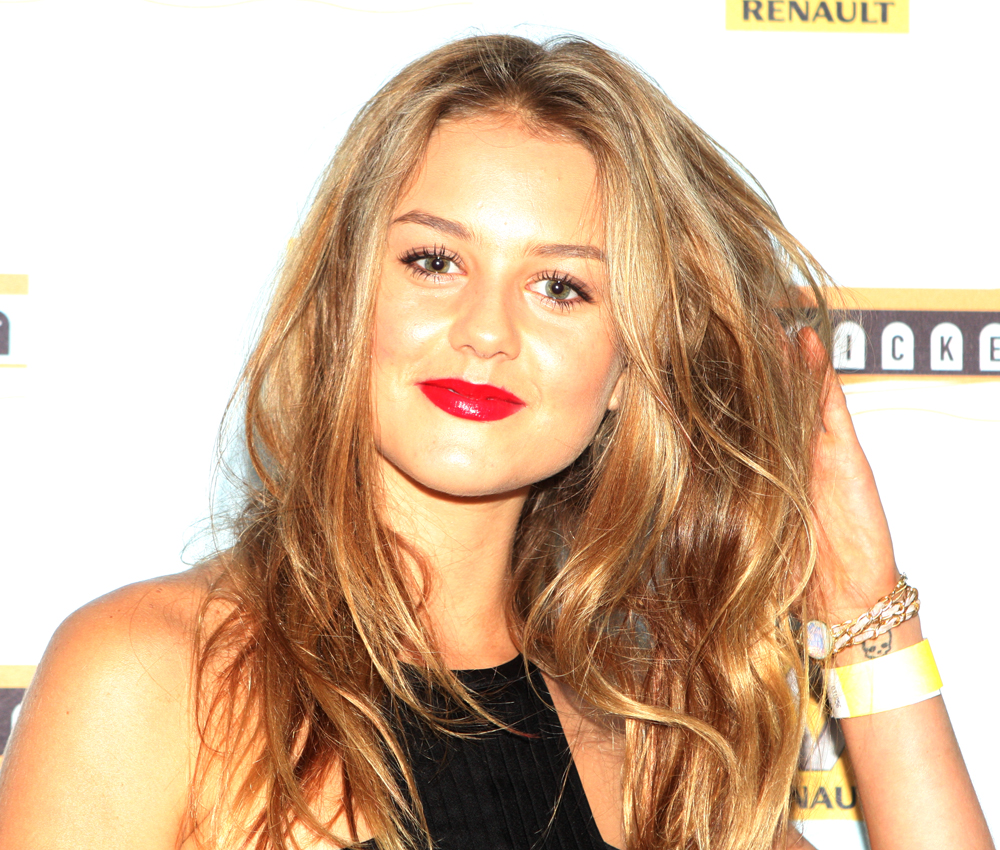
Isabelle Cornish interpreta Crystal nella serie TV Inhumans

### Televisione
Crystal è tra i protagonisti di Inhumans, interpretata da Isabelle Cornish.

#### Animazione
Crystal compare in:
- I Fantastici Quattro
- I Fantastici Quattro (doppiata da Katy Ireland)
- Ultimate Spider-Man
- Avengers Assemble
- Hulk e gli Agenti S.M.A.S.H.
- Guardiani della Galassia
- Future Avengers

### Videogiochi
Crystal compare in:
- Avengers in Galactic Storm (doppiata da Lani Minella)
- Marvel: La Grande Alleanza
- Marvel: Avengers Alliance
- Marvel Puzzle Quest
- Marvel Future Fight
- Marvel Avengers Academy
- LEGO Marvel's Avengers
- LEGO Marvel Super Heroes 2
- Marvel Strike Force
- Marvel: La Grande Alleanza 3: L'Ordine Nero